# Władimir Czeremisow
Władimir Andriejewicz Czeremisow, ros. Владимир Андреевич Черемисов, ur. 21 maja 1871, zm. po 1937 we Francji) – generał piechoty 1917 armii Imperium Rosyjskiego, uczestnik I wojny światowej.

## Życiorys
Pochodził z rodziny szlacheckiej. Edukację rozpoczął w Szkole Realnej w Baku oraz ukończył kurs oficerski przy Szkole Piechoty Junkrów w Moskwie. Ukończył Nikołajewską Akademię Sztabu Generalnego w 1899. Służył na stanowiskach sztabowych, był wykładowcą w szkołach oficerskich i w Akademii Sztabu Generalnego.
Na początku I wojny światowej, dowódca 20 Sierpuchowskiego pułku piechoty 30 Dywizji Piechoty, generał-kwatermistrz 12 Armii w 1915, generał ds. zadań specjalnych w dowództwie 7 Armii w 1916. Generał major z kwietnia 1915. Walczył w Prusach Wschodnich i pod Warszawą
Po rewolucji lutowej 1917, demokratycznie nastrojony Czeremisow, został mianowany dowódca 159 Dywizji Piechoty, a w kwietniu 1917 dowódca 12 KA. W kwietniu 1917 generał lejtnant. Dowodził korpusem w czasie operacji czerwcowych 1917 w składzie 8 Armii gen. Ł. Korniłowa. Dowodzony przez niego Korpus nanosił główne uderzenie w kierunku na Halicz i Kałusz. 10 lipca zajął Halicz, a 11 lipca Kałusz. 8 lipca został dowódcą 8 Armii, na miejsce gen. Korniłowa mianowanego dowódca Frontu Południowo-Zachodniego. Armia była w beznadziejnym położeniu ze względu na bunty żołnierzy i niechęć do wojny. Zmuszony rozkazami Korniłowa do opuszczenia Halicza i Kałusza. 23 lipca zmuszony do opuszczenia Stanisławowa pod naporem niemieckiej Południowej Grupy Armijnej. Wycofując się za 7 i 11 Armiami oddał Kołomyję, Chocimierz i Horodenko.
Po wyznaczeniu gen. Korniłowa Najwyższym Naczelnym Dowódcą, 18 lipca gen. Czeremisow został naczelnym dowódcą Frontu Południowo-Zachodniego, bez uzgodnienia z Korniłowem. 23 lipca rozpoczął operację i zmusił wojska niemieckie do odwrotu pod Skałą i Wygodą. 25 lipca usunięty ze stanowiska i 2 sierpnia podporządkowany Rządowi Tymczasowemu. 11 sierpnia 1917 mianowany generałem piechoty i wyznaczony na dowódcę 9 Armii. Armia zajmowała front nad rz. Seret. Po zdjęciu ze stanowiska Najwyższego Naczelnego Dowódcy gen. Ł. Korniłowa wyznaczony naczelnym dowódcą Frontu Północnego. Sytuacja operacyjna Frontu była tragiczna. Gen. Czeremisow siłami Frontu nie mógł prowadzić jakichkolwiek walk.
Po rewolucji październikowej 14 listopada usunięty ze stanowiska i na rozkaz N. W. Krylenki aresztowany. Wyjechał z Rosji, najpierw do Kijowa, a następnie na Zachód. Mieszkał w Danii, a od lat trzydziestych we Francji.
Autor prac z teorii sztuki operacyjnej: Zasady współczesnej sztuki wojennej (wyd. 1910), Rosyjsko-japońska wojna 1904-1905 (wyd. 1909), Zasady taktyki niemieckiej, Taktyka stosowana tom 1 - 4 (wyd. 1913-14). Autor Wspomnień. Odznaczenia: Order Świętego Jerzego IV klasy, Order Świętej Anny I i II klasy, Order Świętego Stanisława II i III klasy.